# 中华人民共和国残疾军人证

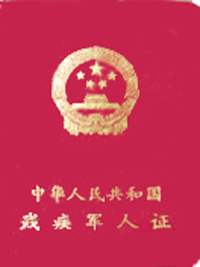
中华人民共和国残疾军人证

中华人民共和国残疾军人证是用于证明中华人民共和国残疾军人的残疾性质和残疾等级的证件。

## 简介
1988年7月18日，中华人民共和国国务院发布《军人抚恤优待条例》。1990年，中华人民共和国启用了《中华人民共和国革命伤残军人证》。
1997年4月1日，中华人民共和国民政部发布《伤残抚恤管理暂行办法》，自发布之日起执行。 其中第七条规定：“（一）军人在服役期间因战因公因病致残，发给《革命伤残军人证》。”
2004年8月1日，《军人抚恤优待条例》由中华人民共和国国务院、中华人民共和国中央军事委员会令第413号公布，自2004年10月1日起施行，1988年7月18日国务院发布的《军人抚恤优待条例》同时废止。《军人抚恤优待条例》第二十四条规定：

第二十四条 因战、因公、因病致残性质的认定和残疾等级的评定权限是：

（一）义务兵和初级士官的残疾，由军队军级以上单位卫生部门认定和评定；

（二）现役军官、文职干部和中级以上士官的残疾，由军队军区级以上单位卫生部门认定和评定；

（三）退出现役的军人和移交政府安置的军队离休、退休干部需要认定残疾性质和评定残疾等级的，由省级人民政府民政部门认定和评定。

评定残疾等级，应当依据医疗卫生专家小组出具的残疾等级医学鉴定意见。

残疾军人由认定残疾性质和评定残疾等级的机关发给《中华人民共和国残疾军人证》。
根据中华人民共和国民政部2004年下发的《关于换发伤残人员证件的通知》，2004年12月1日至2005年6月30日，中华人民共和国集中为伤残人员换发新式证件。此次换发的有《残疾军人证》、《伤残人民警察证》、《伤残国家机关工作人员证》、《伤残民兵民工证》，其中《残疾军人证》封皮为红色，其他三种封皮为蓝色，封面烫金印有中华人民共和国国徽，证件采用多种防伪技术。为保护伤残人员的隐私并适应新修订的《军人抚恤优待条例》的规定，新式证件一律取消了伤残待遇及残情介绍等栏目。2005年7月1日起，旧证停止使用。 
《中华人民共和国残疾军人证》封面为红色仿皮面，中间为金色中华人民共和国国徽图案以及“中华人民共和国残疾军人证”字样，证件内页采用水印、花纹、微缩文字等防伪措施。
残疾军人持《中华人民共和国残疾军人证》可享受《军人抚恤优待条例》等法规及文件规定的各项优待。2004年至2005年换发新证的同时，残疾军人的伤残等级由原来的四等六级改为十级。
2007年7月31日，中华人民共和国民政部令第34号公布《伤残抚恤管理办法》，自2007年8月1日起施行，1997年民政部颁布的《伤残抚恤管理暂行办法》同时废止。《伤残抚恤管理办法》第十二条规定，“（一）退役军人在服役期间因战因公因病致残的，发给《中华人民共和国残疾军人证》。”